# 호바사우루스
호바사우루스(Hovasaurus)는 이궁아강 에오수키아목에 딸린 멸종한 속이다. 페름기 말기에 현재의 마다가스카르에 서식했다.
호바사우루스는 호리호리한 장지뱀처럼 생겼으며, 몸길이는 50 센티미터 정도인데, 그 중 3분의 2 정도를 긴 꼬리가 차지하고 있다. 수중 생활에 적응한 종으로, 꼬리가 마치 바다뱀의 그것처럼 납작하다. 호바사우루스 화석의 복부 부분에서 돌멩이 몇 개가 발견된 바 있는데, 먹이를 사냥할 때 물위로 떠오르지 않도록 돌멩이를 삼켜 밸러스트역할을 한 것이 아닌가 추측된다.